# Pierre La Jonquiere
Pierre La Jonquiere, francoski admiral, * 18. april 1685, † 17. marec 1752.